# Team Piemonte
L'equip Team Piemonte (codi UCI: PMT) va ser un equip ciclista lituà. Va competir de gener a abril de 2009 amb categoria continental.

## Principals victòries
- Memorial Philippe Van Coningsloo: Gediminas Bagdonas (2009)
- De Drie Zustersteden: Gediminas Bagdonas (2009)
- Internatie Reningelst: Aidis Kruopis (2009)

### Grans Voltes
- Tour de França
  - 0 participacions

- Giro d'Itàlia
  - 0 participacions

- Volta a Espanya
  - 0 participacions

## Classificacions UCI
L'equip participà en les proves dels circuits continentals i principalment en les curses del calendari de l'UCI Europa Tour.
UCI Europa Tour
| Temporada | Classificació per equips | Millor ciclista en la classificació individual |
| --------- | ------------------------ | ---------------------------------------------- |
| 2009      | 74è                      | Gediminas Bagdonas (231è)                      |